# Бандиты из Шаньдуна
«Банди́ты из Шаньду́на» (кит. трад. 山東响馬, палл. Шань Дун сян ма, англ. Bandits from Shantung) — фильм с боевыми искусствами, снятый Хуан Фэном по собственному сценарию. Изначально премьера фильма состоялась в Южной Корее 16 октября 1971 года. Выход же в кинотеатральный прокат Гонконга пришёлся на 3 марта 1972 года.

## Сюжет
Ань Жулун, глава ассоциации Зелёного Дракона, творит беспорядки в провинции Шаньдун. Однажды Сунь Цзянь сопровождает ценный груз в городок Луцзя. Это привлекает внимание многих местных преступников. Многие горожане уходят с улиц во избежание надвигающегося кровопролития.
Янь Теи приходит навестить свою невесту, Те Лин-лин, но не находит никого в её доме. Потрясённый Теи вымещает своё отчаяние на подручных Жулуна — Одноногого Волка, Янь Лодао и Ма Дахая. Лишь последнему удаётся избежать смерти в возникшей схватке.
Сунь Цзянь подставлен. Он приказывает своим людям проявить особую бдительность. Ночью Теи воссоединяется с невестой, когда она возвращается забрать тёплые вещи для своей матери, которая нашла укрытие в горах. Теи настаивает на том, чтобы сопроводить её обратно к матери. По пути они попадают в засаду, устроенную Дахаем и его людьми. Теи сражается с ними, но Лин-лин берут в плен. На рассвете он возвращается в Луцзя. Он планирует использовать ценный груз Цзяня в качестве приманки. Глава эскорта отказывает, но в конце концов уступает, проиграв Теи в поединке.
Жулун и его банда прибывают за грузом эскорта. Они приводят Лин-лин с собой в качестве заложника и угрожают убить её в случае, если Теи посмеет вмешаться. В результате Теи наблюдает за уходом бандитов вместе с грузом. Позже бандиты освобождают пленницу.
Вернувшись в своё логово, Жулун разгневан тем, что добытое оказалось подделкой: Теи заменил серебро на мрамор. Теперь, поскольку его невеста в безопасности, Теи решает биться против предводителя банды в одиночку. Он отправляет на тот свет Жулуна прямо в его логове.

## В ролях
| Актёр        | Роль                             |
| ------------ | -------------------------------- |
| Чжан И       | Янь Теи                          |
| Бай Ин       | Ань Жулун                        |
| Ху Цзинь     | Лотос                            |
| И Юань       | Одноногий Волк                   |
| Тянь Ми      | Те Лин-лин                       |
| Саммо Хун    | метатель колокольчиков Янь Лодао |
| Чинь Ютсан   | один из братьев Си               |
| Чхве Сонгван | трактирщик                       |
| Ким Гибом    | глава эскорта Сунь Цзянь         |
| Чан Джонгук  | Ма Дахай                         |

## Съёмочная группа
- Компания: Ga Luen Film Co.
- Продюсер: Рэймонд Чоу
- Режиссёр и сценарист: Хуан Фэн[англ.]
- Ассистент режиссёра: Хуан Бацзин
- Монтажёр: Хань Цзян
- Гримёр: Се Цзэюань
- Дизайнер по костюмам: Ю Маньва
- Художник: Ли Чжань
- Оператор: Ли Ютан
- Композитор: Ван Фулин[кит.]

## Восприятие
Бей Логан в своей книге Hong Kong Action Cinema, описывая начало кинокарьеры Саммо Хуна, отмечает, что продолжительный поединок Хуна с тайваньской кинозвездой Чжан И доказал, что «его объём в сочетании с его необычайной ловкостью сделали его великолепным тяжеловесом».